# العلاقات الفنزويلية الليبيرية
العلاقات الفنزويلية الليبيرية هي العلاقات الثنائية التي تجمع بين فنزويلا وليبيريا.

## مقارنة بين البلدين
هذه مقارنة عامة ومرجعية للدولتين:
| وجه المقارنة                                              | فنزويلا                                  | ليبيريا      |
| --------------------------------------------------------- | ---------------------------------------- | ------------ |
| المساحة (كم2)                                             | 916.45 ألف                               | 111.37 ألف   |
| عدد السكان (نسمة)                                         | 28.87 مليون                              | 4.73 مليون   |
| الكثافة السكانية (ن./كم²)                                 | 31.5                                     | 42.47        |
| العاصمة                                                   | كاراكاس                                  | مونروفيا     |
| اللغة الرسمية                                             | اللغة الإسبانية، لغة الإشارة الفنزويلية ‏ | لغة إنجليزية |
| العملة                                                    | بوليفار فنزويلي                          | دولار ليبيري |
| الناتج المحلي الإجمالي (بليون دولار)                      | 482.36 مليار                             | 2.16 مليار   |
| الناتج المحلي الإجمالي (تعادل القوة الشرائية) بليون دولار |                                          | 3.76 مليار   |
| الناتج المحلي الإجمالي الاسمي للفرد دولار أمريكي          |                                          | 455          |
| الناتج المحلي الإجمالي للفرد دولار أمريكي                 |                                          | 842          |
| مؤشر التنمية البشرية                                      | 0.762                                    | 0.430        |
| رمز المكالمات الدولي                                      | +58                                      | +231         |
| رمز الإنترنت                                              | .ve                                      | .lr          |
| المنطقة الزمنية                                           | 00                                       | 00           |

## منظمات دولية مشتركة
يشترك البلدان في عضوية مجموعة من المنظمات الدولية، منها:
| علم المنظمة | اسم المنظمة                        | تاريخ انضمام فنزويلا | تاريخ انضمام ليبيريا |
| ----------- | ---------------------------------- | -------------------- | -------------------- |
|             | مؤسسة التمويل الدولية              | 28 ديسمبر 1956       | 28 مارس 1962         |
|             | منظمة حظر الأسلحة الكيميائية       | ?                    | ?                    |
|             | الأمم المتحدة                      | 15 نوفمبر 1945       | 2 نوفمبر 1945        |
|             | الاتحاد الدولي للاتصالات           | 13 أغسطس 1920        | 10 أكتوبر 1927       |
|             | منظمة الشرطة الجنائية الدولية      | ?                    | ?                    |
|             | البنك الدولي للإنشاء والتعمير      | 30 ديسمبر 1946       | 28 مارس 1962         |
|             | الاتحاد البريدي العالمي            | ?                    | ?                    |
|             | وكالة ضمان الاستثمار متعدد الأطراف | 9 مايو 1994          | 12 أبريل 2007        |
|             | يونسكو                             | 25 نوفمبر 1946       | 6 مارس 1947          |

## وصلات خارجية
- موقع وزارة الخارجية الفنزويلية
- موقع وزارة الخارجية الليبيرية